# Hières-sur-Amby
Hières-sur-Amby é uma comuna francesa na região administrativa de Auvérnia-Ródano-Alpes, no departamento de Isère. Estende-se por uma área de 8,73 km². Em 2010 a comuna tinha 1 194 habitantes (densidade: 136,8 hab./km²).